# Боруп (город, Миннесота)
Боруп (англ. Borup) — город в округе Норман, штат Миннесота, США. На площади 0,6 км² (0,6 км² — суша, водоёмов нет), согласно переписи 2002 года, проживают 91 человек. Плотность населения составляет 143,9 чел./км². Находится в секции 16 тауншипа Уинчестер.
Город назван в честь Чарльза Вильяма Вульффа Борупа (род. 20.12.1806, Копенгаген, Дания — ум. 6.07.1859, Сент-Пол, Миннесота), который приехал в США в 1828 году. В 1848 году он прибыл в Сент-Пол, в шесть лет спустя основал банковский дом Боруп-энд-Окс (Borup and Oakes), первый в Миннесоте. Его дело продолжили два его сына, Густав и Теодор.
Поселение Боруп сначала было основано в двух милях к югу от современного местоположения, в секции 28. Там была станция Большой Северной железной дороги (Great Northern Railway) и зернохранилище. В 1892 поселение было перенесено на современное место, в 1899 распланировано, а 15.01.1951 ему был присвоен статус деревни. Почтовое отделение было открыто в 1906 году.
- Телефонный код города — 218
- Почтовый индекс — 56519
- FIPS-код города — 27-07030[1]
- GNIS-идентификатор — 0640389[2]